# المتحف البريدي الوطني
يُعدّ المتحف البريدي الوطني، الواقع في واشنطن العاصمة، المتحف البريدي الرئيسي في الولايات المتحدة. يُغطي المتحف جوانب واسعة من تاريخ البريد في الولايات المتحدة ودول أخرى. وقد أُنشئ بموجب اتفاقية مشتركة بين الخدمة البريدية للولايات المتحدة ومؤسسة سميثسونيان، وافتُتح عام 1993.

## مقدمة
يقع المتحف في المبنى الذي كان مكتب البريد الرئيسي لواشنطن العاصمة لعقود، منذ بنائه عام 1914 حتى عام 1986. صُمم المبنى من قِبل شركة غراهام وبيرنهام للهندسة المعمارية، التي تولى إدارتها إرنست غراهام بعد وفاة دانيال بورنهام عام 1912. يقع في هذا المبنى مقر مكتب إحصاءات العمل التابع لوزارة العمل الأمريكية، كما يضم مساحة لمركز بيانات لمجلس الشيوخ الأمريكي. يقع المبنى مقابل محطة واشنطن يونيون.

## المعروضات
يضم ردهة المتحف المركبات المستخدمة لتوصيل البريد عبر تاريخ خدمة البريد الأمريكية، بما في ذلك طائرات البريد الجوي وخدمة بريد السكك الحديدية ومركبات نقل البريد. ترشد المعروضات التاريخية الزوار خلال نشأة الخدمة البريدية وتوسعها، بالإضافة إلى دورها في الأحداث الوطنية المهمة مثل الحرب العالمية الثانية. يستكشف معرض "الأنظمة العاملة" التقنيات التاريخية والحالية المستخدمة في معالجة البريد وتوصيله، مثل صناديق الرسائل والرموز البريدية والماسحات الضوئية وأنظمة النقل.
يضم المتحف المجموعة الوطنية للطوابع. ويضم متجرًا للهدايا ونافذة لبيع الطوابع البريدية التابعة لخدمة البريد الأمريكية. والدخول مجاني.
في عام 2005، استحوذ المتحف على مجموعة طوابع الطفولة للمغني وكاتب الأغاني الراحل جون لينون. ومن يونيو 2015 إلى ديسمبر 2019، عرض المتحف طابع غيانا البريطانية من فئة سنت واحد باللون الأرجواني، وهو أغلى طابع بريدي في العالم، والذي بيع بما يقارب عشرة ملايين دولار أمريكي.
في سبتمبر 2009، تلقى المتحف هبة بقيمة ثمانية ملايين دولار أمريكي من مؤسس شركة الاستثمار بيل إتش غروس للمساعدة في تمويل مشروع توسعة. وقد سُمي معرض ويليام إتش. غروس للطوابع في المتحف تكريمًا له.

## أبرز الإنجازات
منذ عام 2002، يقدم المتحف جائزة سميثسونيان للإنجاز البريدي كل عامين.

## معرض الصور

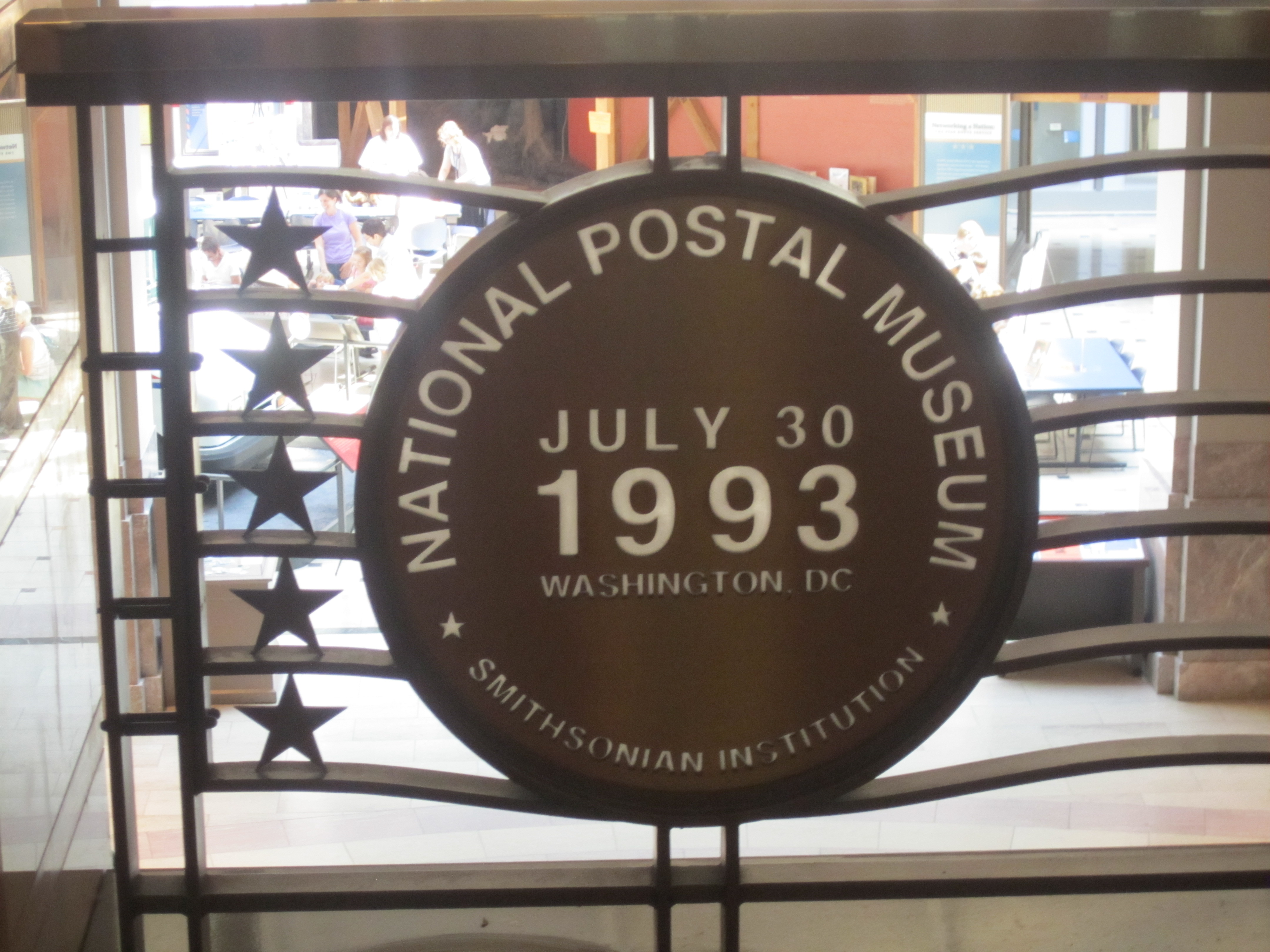
لافتة افتتاح المتحف البريدي الوطني
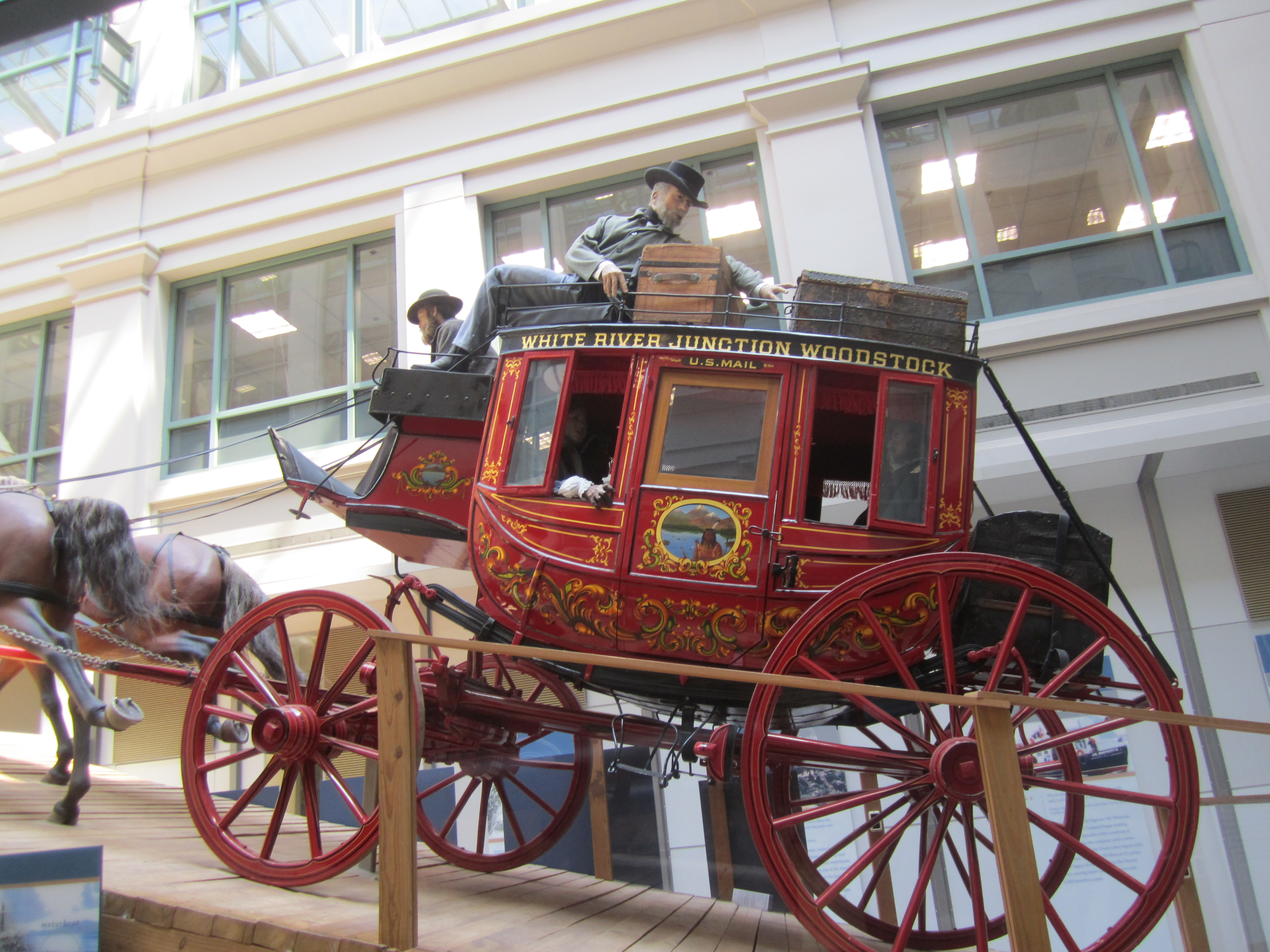
عربة بريد في متحف البريد الوطني
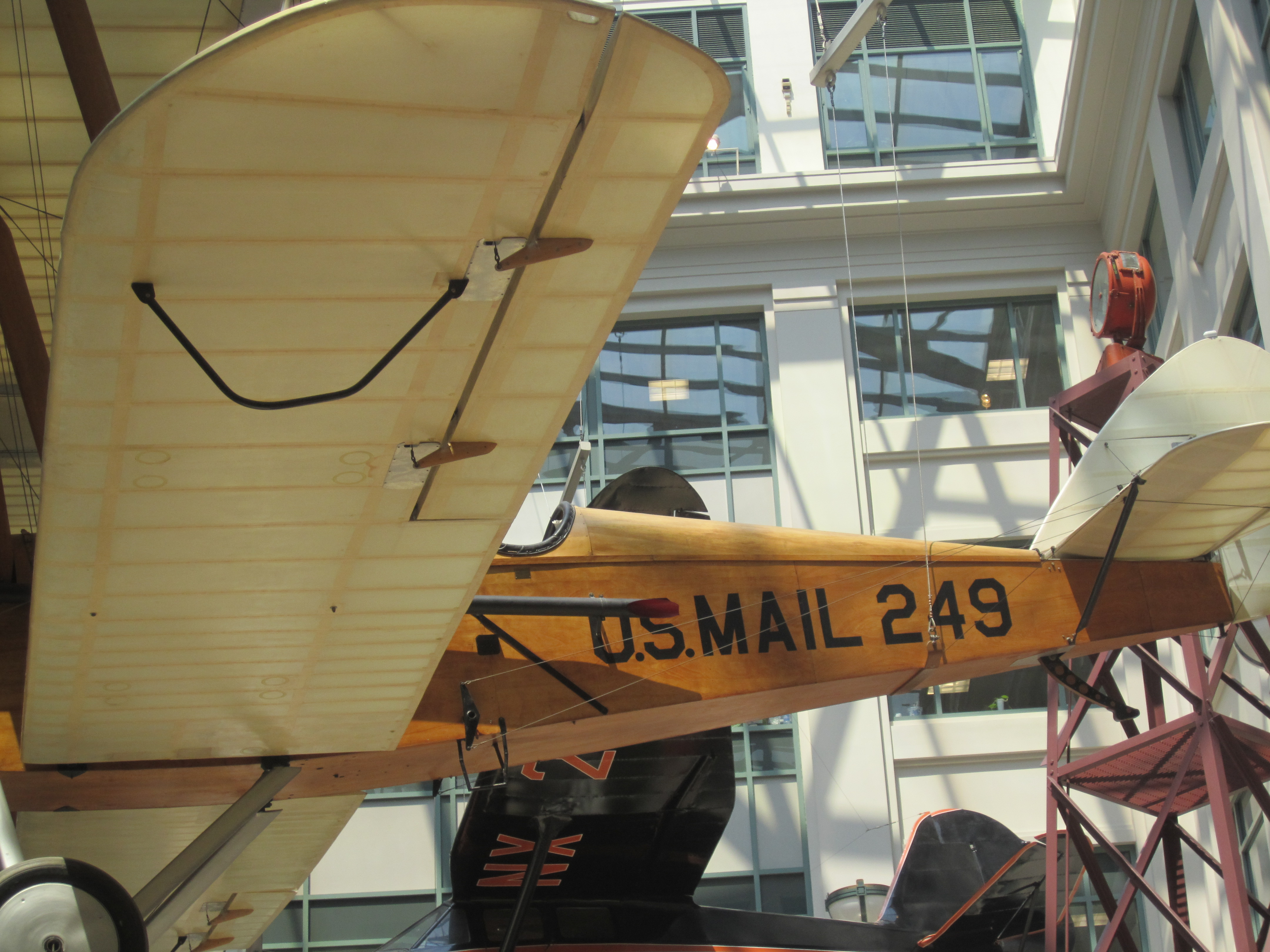
طائرة بريد جوي مثبتة في السقف في المتحف البريدي الوطني
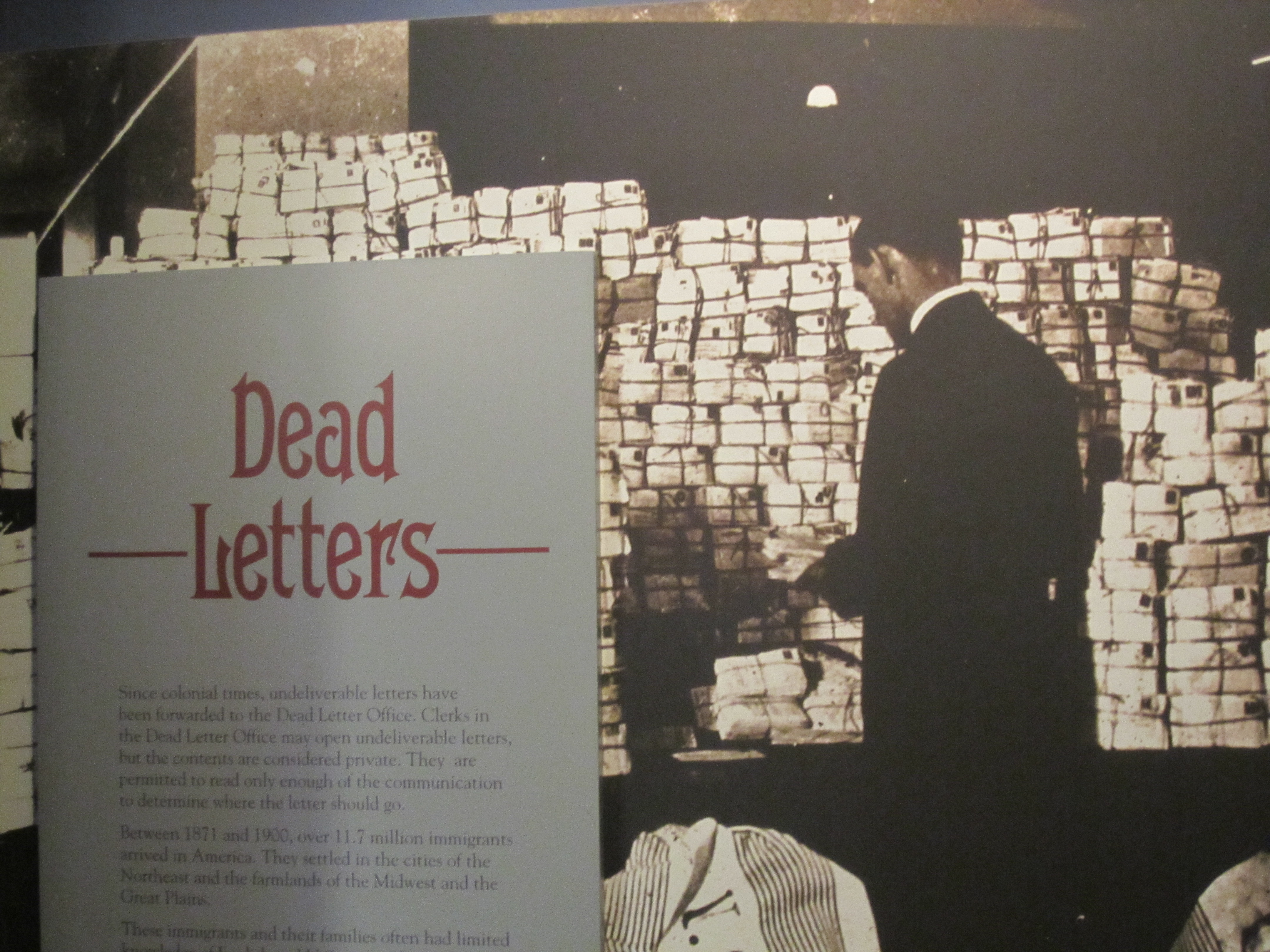
معرض الرسائل الميتة في متحف البريد
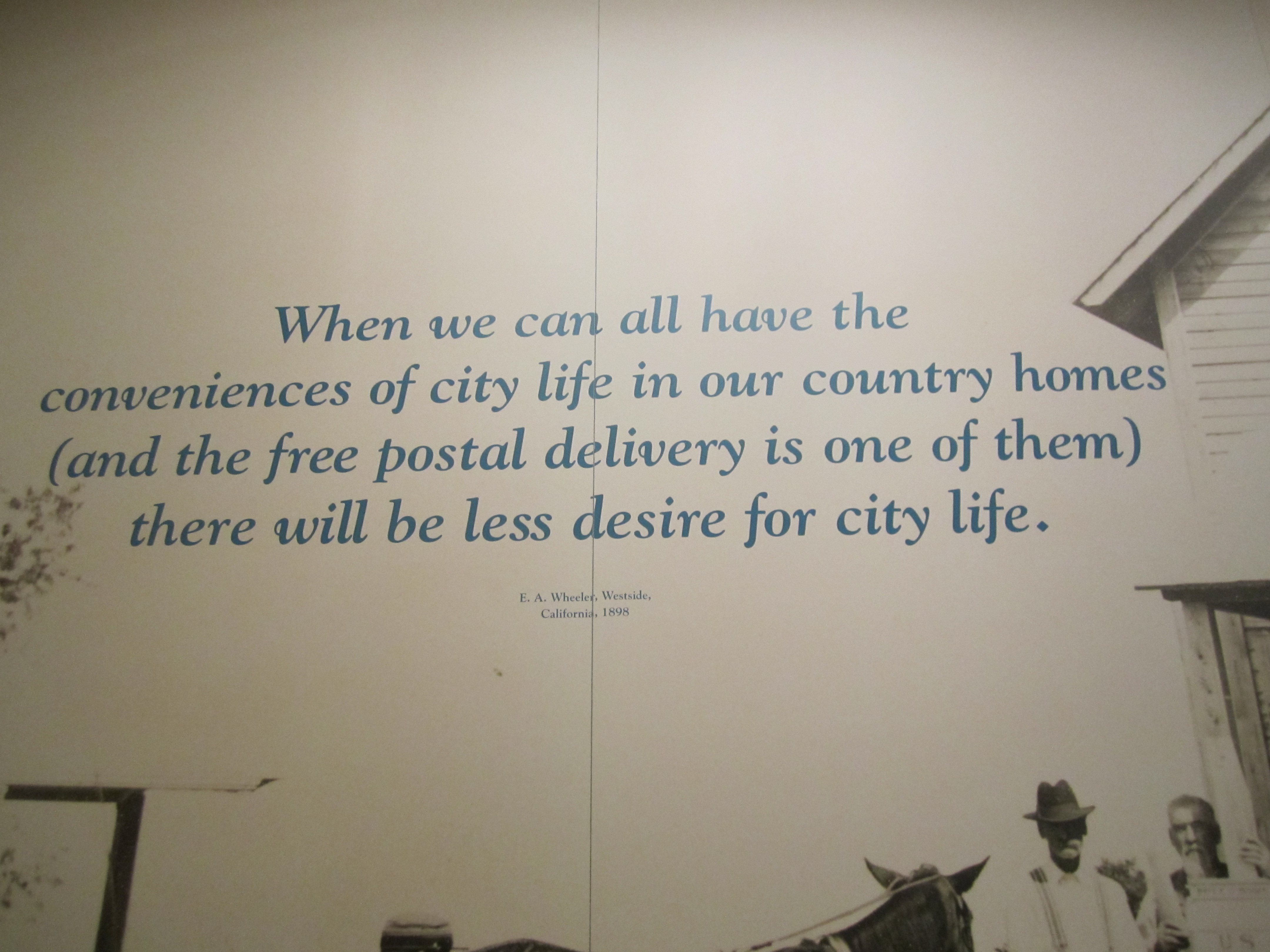
ملصق يُشيد بقيمة تسليم البريد
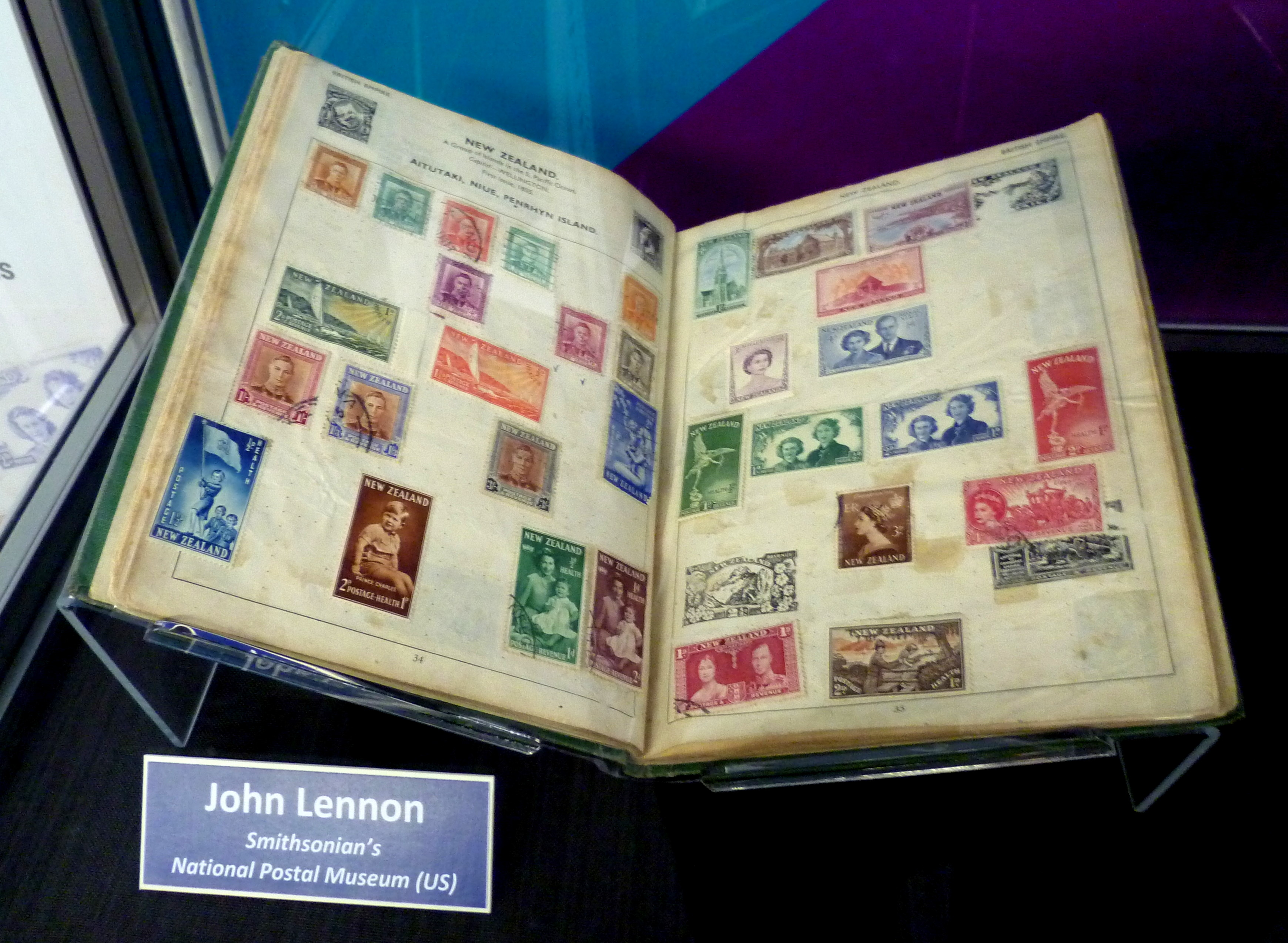
مجموعة طوابع جون لينون في طفولته

## روابط أخرى
- National Postal Museum official website
- National Postal Museum Library Official website
- Smithsonian's National Postal Museum at Google Cultural Institute